# Джевдет Хайредини
Джевдет Хайредини (на македонска литературна норма: Џевдет Хајредини; на албански: Xhevdet Hajredini) е политик от Северна Македония от албански произход.

## Биография
Роден е през 1939 година в Тетово. Завършва Икономическия факултет на Скопския университет. Работи като журналист в основния косовски ежедневник на албански език „Коха Диторе“. Отделно работи като политически аналитик в местни и международни издания и е редактор на аналитическото списание „Косова енд Болкан Обзървър“. В периода 4 септември 1992 – 20 декември 1994 е министър на финансите в Република Македония. От 2008 година е председател на коалицията „Македония без корупция“, в която влизат 18 неправителствени организации.